# Maltese First Division 1920/1921
Soutěžní ročník Maltese First Division 1920/21 byl 10. ročníkem Maltese First Division, nejvyšší maltské fotbalové ligy. Soutěž byla v této sezóně rozšířena z 6 na 11 účastníků, avšak Sliema Wanderers byla později diskvalifikována kvůli násilí na hřišti v zápase proti Ħamrunu Spartans po kontroverzním penaltovém rozhodnutí rozhodčího a St. George's byl později diskvalifikován, protože jeho hráči v zápase proti Florianě odmítli odehrát druhý poločas na protest proti gólu soupeře. Šampionem se stala Floriana.

## Tabulka
| Poř. | Tým             | Z | V | R | P | VG | OG | B  |
| ---- | --------------- | - | - | - | - | -- | -- | -- |
| 1.   | Floriana        | 8 | 8 | 0 | 0 | 26 | 1  | 16 |
| 2.   | Marsa United    | 8 | 6 | 1 | 1 | 19 | 2  | 13 |
| 3.   | Ħamrun Spartans | 8 | 6 | 1 | 1 | 14 | 6  | 13 |
| 4.   | Valletta United | 7 | 4 | 0 | 3 | 9  | 6  | 8  |
| 5.   | Paola United    | 8 | 2 | 2 | 4 | 8  | 11 | 6  |
| 6.   | Sliema Rangers  | 7 | 2 | 1 | 4 | 12 | 13 | 5  |
| 7.   | Qormi United    | 8 | 2 | 1 | 5 | 5  | 26 | 5  |
| 8.   | Msida Rangers   | 8 | 1 | 0 | 7 | 4  | 18 | 2  |
| 9.   | Dockyard Police | 8 | 1 | 0 | 7 | 6  | 20 | 2  |

|  | Vítěz ligy |

Týmy Sliema Wanderers a St. George's byly diskvalifikovány.